# Galavant
Galavant is een Amerikaanse komische sprookjesachtige musicaltelevisieserie van ABC Studios die zich afspeelt in de middeleeuwen. De reeks werd voor het eerst uitgezonden op ABC in januari 2015. Het eerste seizoen bestaat uit 8 afleveringen van elk ongeveer 22 minuten. In mei 2015 werd bekendgemaakt dat er een tweede seizoen zal komen. In België werd de serie uitgezonden door de Vlaamse zender 2BE in december 2015 en januari 2016.

## Verhaal

### Seizoen 1
Galavant is een gevierde, beroemde, koene ridder. Hij is ijdelmoedig en wordt aanbeden door de vrouwen. Verder wordt hij geprezen omwille van zijn vechtkunsten en het feit dat hij zowat elk gevecht zonder al te veel moeite wint. Hij is verloofd met Madalena. 
Madalena wordt geschaakt door koning Richard en verplicht met hem te trouwen. Galavant gaat haar redden en verstoort de huwelijksplechtigheid. Daar kiest Madalena voor Richard: niet uit liefde, maar omwille van zijn rijkdom. Door deze keuze verandert Galavant zijn levensstijl drastisch: hij geraakt verslaafd aan de alcohol, zijn fitheid gaat zienderogen achteruit en niets interesseert hem nog. Ook Madalena verandert van een lieve, behulpzame vrouw in een machtsgeile, bezitterige, egoïstische feeks.
Koning Richard is op zoek naar een groen juweel dat symbool staat voor alle rijkdom van Valencia in een poging om zijn vrouw Madalena te behagen. De naïeve koning is zowat de enige in het kasteel die niet beseft dat zijn vrouw totaal niet van hem houdt en een relatie heeft met de nar.
Op zekere dag krijgt Galavant bezoek van prinses Isabella Maria Lucia Elizabetta van Valencia. Valencia werd verslagen door koning Richard.  Volgens Isabella hunkert Madalena nog steeds naar Galavant. Daarop besluit Galavant om met zijn schildknaap Sid een tweede reddingsactie op touw te zetten. Wat Galavant niet weet, is dat koning Richard Isabella met opzet naar Galavant heeft gestuurd. Richard wil namelijk wraak. Als Isabella Galavant bij hem kan brengen, worden zijzelf en haar ouders niet gedood.
Wanneer de nar zijn relatie met Madalena wil stoppen, uit vrees voor Richard zijn reactie, wordt hij door haar in de kerker gegooid en gaat ze op zoek naar andere toyboys. Galavant begint te beseffen dat Madalena nooit echt van hem zal houden en hij begint zijn pijlen te richten op Isabella. Zij blijkt uitgehuwelijkt te zijn aan Harry, Prins van Hortentia, wat nog een kind is. Verder is Richard zijn broer Kingsley opgedaagd en hij wil nu koning worden. Hij daagt Richard uit voor een gevecht dat tussen Galavant en Gareth zal worden gespeeld. Galavant probeert Richard te overtuigen om Kingsley te vermoorden waarop Galavant ook Richard tracht te doden. Deze poging mislukt compleet. Gareth krijgt van Madalena en Kingsley opdracht om iedereen in de kerker te doden, maar hij laat bewust iedereen doen ontsnappen, behalve Sid. Madalena vermoordt Kingsley en wijst Gareth aan als de nieuwe koning. Galavant en Richard varen weg met een groep zeerovers. Isabella, haar ouders, de nar, de kok en zijn vriendin reizen naar Hortensia voor hulp. Daar wordt Madalena door Harry levenslang opgesloten in een groot poppenhuis.

## Rolverdeling
| Acteur           | Personage                                            |
| ---------------- | ---------------------------------------------------- |
| Joshua Sasse     | Galavant                                             |
| Timothy Omundson | koning Richard                                       |
| Vinnie Jones     | Gareth                                               |
| Mallory Jansen   | koningin Madalena                                    |
| Karen David      | prinses Isabella Maria Lucia Elizabetta van Valencia |
| Luke Youngblood  | Sid                                                  |